# Коннексин 43
GJA1, или коннексин 43, — мембранный белок из семейства белков щелевых контактов коннексинов, кодируется геном человека GJA1.

## Структура
Коннексин-43 состоит из 381 аминокислоты, молекулярная масса — 43 кДа (отсюда название). Включает 4 спиральных трансмембранных домена, причём N- и C-концевые фрагменты локализуются в цитозоле. Содержит от 6 до 13 фосфорилируемых тирозиновых и сериновых остатков и 2 внутримолекулярные дисульфидных связи.

## Функция
Коннексин 43 входит в семейство коннексинов, которые являются компонентами щелевых контактов, образующих межклеточные каналы и обеспечивающих диффузию низкомолекулярных соединений между соседними клетками. Коннексин 43 является основным коннексином щелевых контактов в сердце и играет критическую роль в синхронизации сердечных сокращений и в эмбриональном развитии.
Взаимодействует с MAPK7, кавеолином 1, TJP1 CSNK1D, и PTPRM.

## Тканевая специфичность
Коннексин 43 экспрессирован в сердце и ушной улитке.

## В патологии
Мутации гена GJA1 связаны с развитием окулодентодигитальной дисплазии, пороков сердца и синдрома Халлерманна-Штрайффа.